# El Sauce (Nicaragua)
El Sauce è un comune del Nicaragua facente parte del dipartimento di León.